# Danza basca

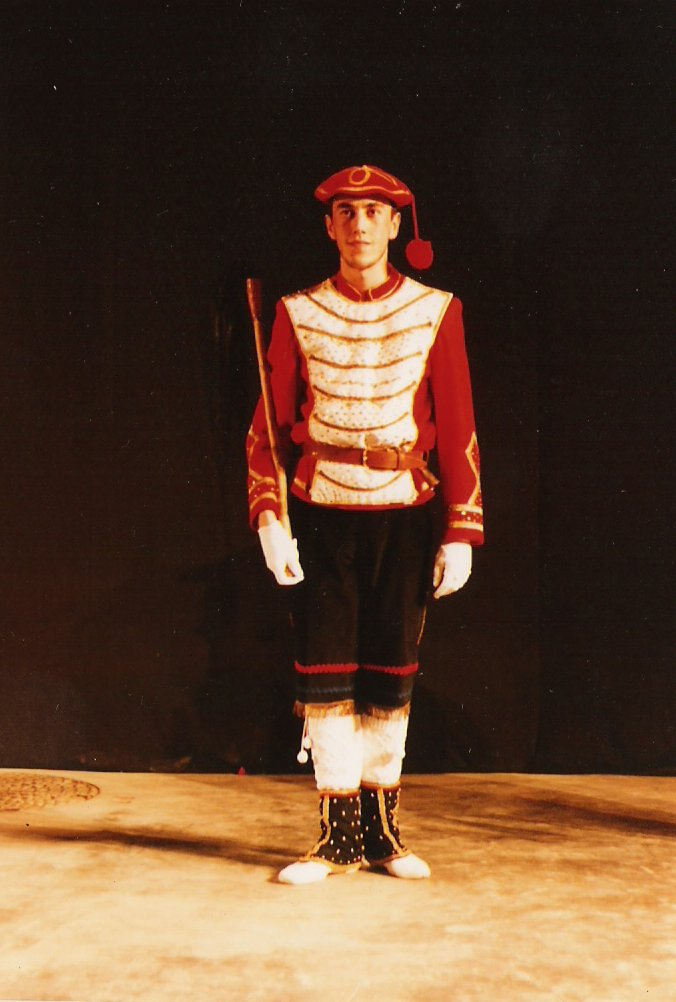
Dantzari.

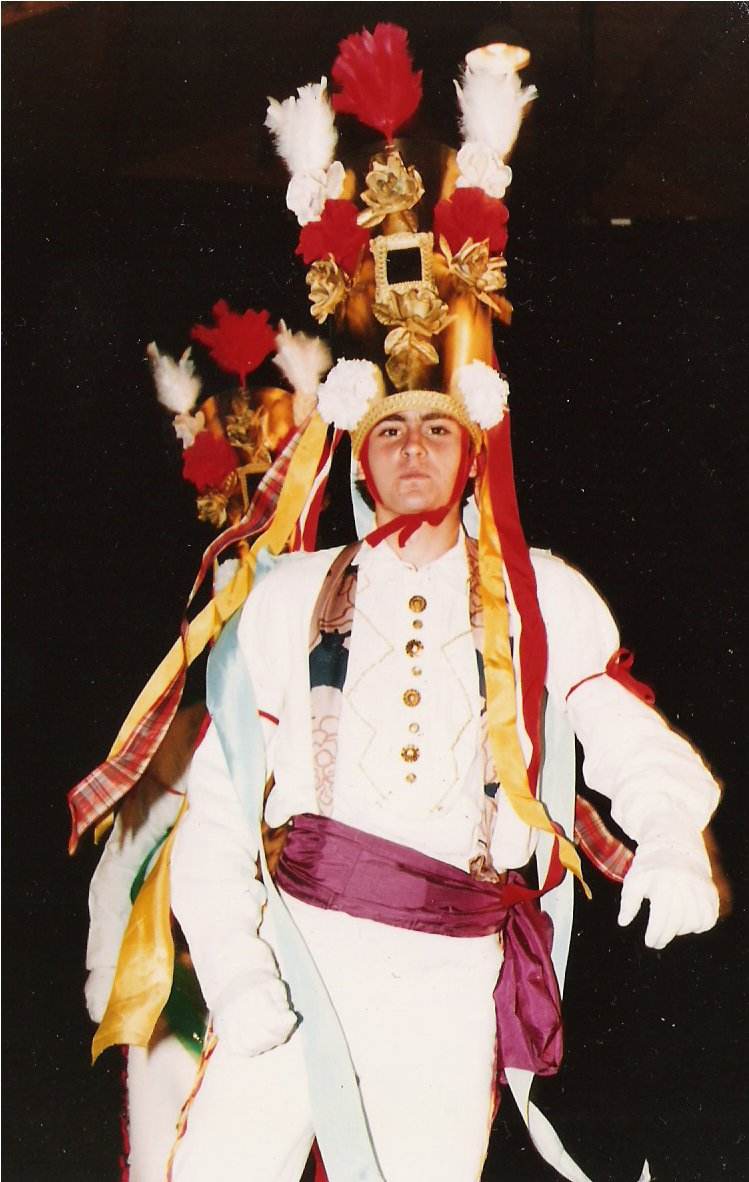
Dantzari.

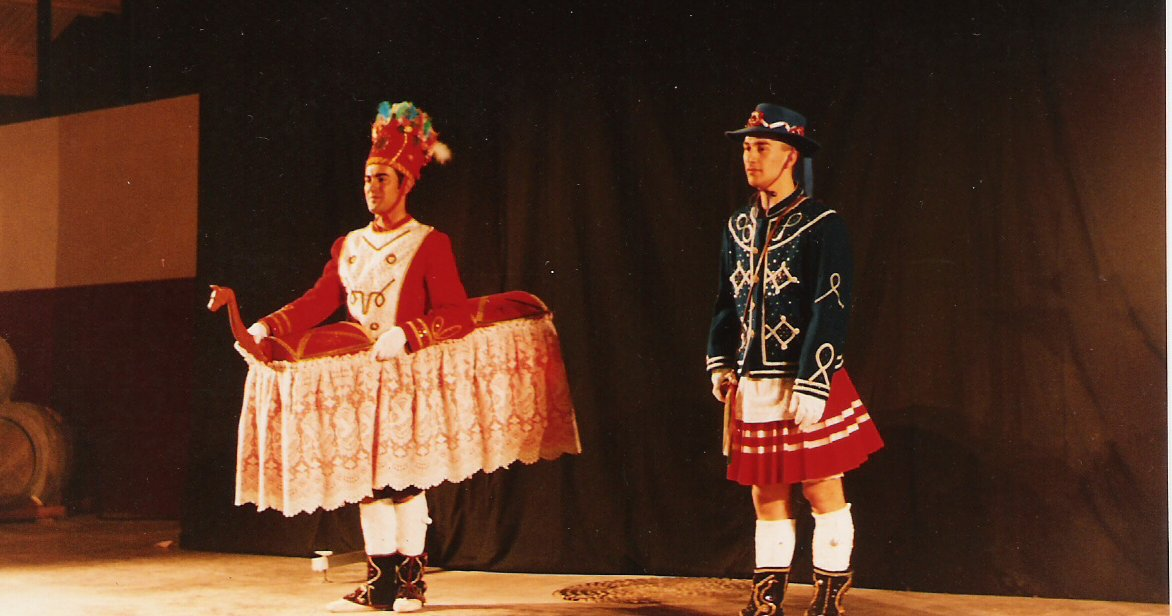
Dantzariak.

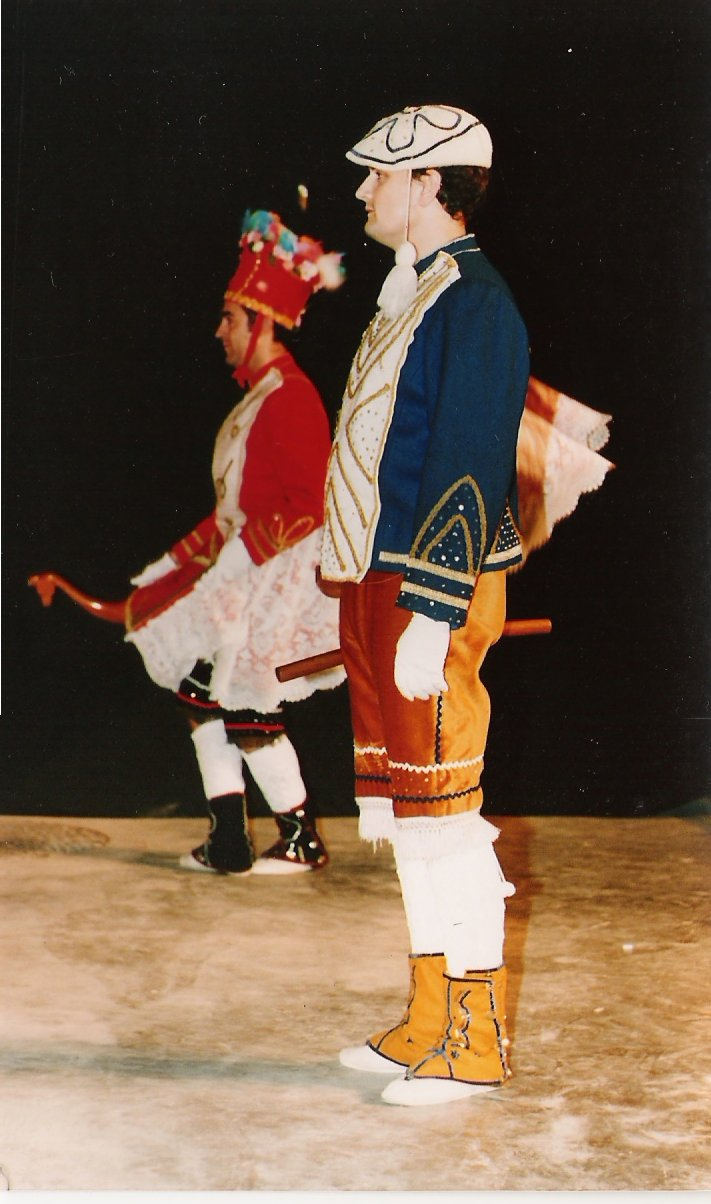
Dantzariak.

Le danze basche sono un gruppo di danze tradizionali della regione dei Paesi Baschi ballate anche in Francia e in Italia.
Le danze sono una parte molto importante nella cultura e nel folclore di questa area geografica che comprende parte della Spagna e parte della Francia.
Se si considerano le principali tipologie di danze basche si possono riconoscere tre raggruppamenti:
- danze di piazza o di processione: sono espressioni di danza spontanea per lo più in occasione di feste religiose con ampia partecipazione delle popolazioni.
- danza delle spade: riconducibile al nucleo di danze delle spade presente in tutta Europa. È una danza rituale, ballata da gruppi di ballerini specifici come commemorazione o tributo d'onore.
- danze di fine festività: sono danze praticate per segnalare la fine di festività od avvenimenti particolari (come ad esempio il carnevale). Hanno una forte valenza simbolica rappresentando la fine di un ciclo e la rinascita.

Ogni provincia, o territorio storico, presenta delle danze peculiari che vengono ballate nelle principali festività:

## Biscaglia
Nella provincia della Biscaglia (Bizkaia in basco, Vizcaya in castigliano), le danze principali sono:
- Kaxarranka
- Dantzari Dantza
- Xemeingo Dantza

## Gipuzkoa
Nella provincia di Gipuzkoa le danze principali sono:
- Ezpatadantza (danza delle spade)
- Arku Dantza
- Zinta Dantza
- Kontrapas
- Sorgin Dantza

## Navarra
Nella regione della Navarra (Nafarroa in basco), a cavallo tra Francia (Bassa Navarra) e Spagna, le danze principali sono:
Otsagiko Dantzak
- Axuri Beltza
- Carneval de Lanz

Il nome originale di questa danza è Lantzeko Ihauteria (dove Ihauteria significa appunto carnevale). Essa viene eseguita ogni primavera a Lantz, nella regione spagnola di Navarra nei paesi Baschi spagnoli, in occasione del Carnevale.
I ballerini indossano alti e stretti cappelli decorati con carta colorata e coprono i loro visi con tessuti. Sono accompagnati dal pupazzo gigante di Miel Otxin che viene bruciato alla fine dei festeggiamenti.
Secondo un'antica leggenda basca, Miel Otxin viveva a Lanz e si pensava portasse discordia. Questa sua bieca proprietà poteva essere scongiurata solo grazie alle danze, alla musica e al rogo della sua simbolica rappresentazione. Da qui nasce la festa del Carnevale di Lanz.
È una danza piuttosto complessa, si balla singolarmente in cerchio muovendosi in senso antiorario con cerchi su se stessi alternati, accompagnando salti e rotazioni con le braccia.
- Sagar Dantza
- Iribasko Ingurutxoa
- Larrain Dantza
- Danzes dell'altaNavarra
- Erronkariko Thun-Thun
- Auritz
- Zubietako Ihauteria (Carnaval de Zubieta)

## Labourd
Il Labourd (in basco Lapurdi) è la zona più occidentale dei Paesi Baschi francesi, le cui danze principali sono: 
- Kaskarotak
- Lapurdiko Ihauteria (carnaval de Labort)

## Discografia
- 2001 Patxi eta Batbiru Basusarri --Agorila